# 域莊·卡耶
域莊·卡耶（Grejohn Kyei，1995年8月12日—），是一名法國的職業足球運動員，司職前鋒，現效力於法國足球甲級聯賽俱乐部克莱蒙。

## 外部連結
- France profile（页面存档备份，存于） at FFF